# Дюсембаев, Адильжан Кокотайулы
Адильжан Кокотайулы Дюсембаев (каз. Әділжан Көкетайұлы Дүйсембаев; 24 февраля 2001, Астана, Казахстан) — казахстанский футболист, защитник.

## Карьера
Футбольную карьеру начинал в 2017 году в составе клуба «Астана М» во второй лиге. 31 октября 2018 года в матче против клуба «Шахтёр» Караганда дебютировал в казахстанской Премьер-лиге (1:3), выйдя на замену на 87-й минуте вместо Даурена Искакова.
В 2021 году подписал контракт с клубом «Женис».

## Достижения
«Астана»
- Чемпион Казахстана: 2017

## Клубная статистика
| Игровая карьера | Игровая карьера | Лига | Лига | Лига | Кубок | Кубок | Межд. | Межд. | Др. | Др. |
| --------------- | --------------- | ---- | ---- | ---- | ----- | ----- | ----- | ----- | --- | --- |
| 2017            | Астана М        | В    | 1    | 0    | —     | —     | —     | —     | —   | —   |
| 2018            | Астана          | А    | 1    | 0    | —     | —     | —     | —     | —   | —   |
| 2018            | Астана М        | В    | 23   | 1    | —     | —     | —     | —     | —   | —   |
| 2019            | Астана-Жастар   | Б    | 6    | 0    | —     | —     | —     | —     | —   | —   |
| 2020            | Астана М        | В    | 4    | 1    | —     | —     | —     | —     | —   | —   |
| 2021            | Женис           | В    | 20   | 2    | 1     | 0     | —     | —     | —   | —   |
| 2022            | Женис           | Б    | 23   | 0    | 2     | 0     | —     | —     | —   | —   |
| 2023            | Женис           | Б    | 7    | 0    | 1     | 0     | —     | —     | —   | —   |